# Беллингаузен, Эрманн
Эрманн (Герман) Беллингаузен (исп. Hermann Bellinghausen; род. 17 мая 1953, Мехико) — мексиканский писатель
, поэт, журналист, редактор и политический аналитик, близкий к левым взглядам. Врач по профессии.

## Биография
После изучения медицины в Национальном автономном университете Мексики он работал редактором журналов Solidaridad и Mundo Médico, постоянным автором и редактором журнала «Охараска» (Ojarasca), основная тематика которой — движения коренных народов Мексики и всей Америки.
Был сооснователем ежедневной мексиканской газеты «Ла Хорнада» (La Jornada), с января 1994 года стал её собственным корреспондентом в Чьяпасе, освещая сапатистское движение, их восстание и последующую деятельность (например, «Другую кампанию»). В 1995 году он получил Национальную премию Мексики в области журналистики за лучший репортаж, однако отказался от награды.
В сотрудничестве с Альберто Кортесом и другими он писал сценарий к фильму «Город слепых» (Ciudad de ciegos). Он вместе с Уго Ириартом участвовал в качестве редакторав коллективном исследовании «Думаю о 68-м» («Pensar el 68»). В конце 2008 года он представил фильм «Сердце времени» (Corazón del tiempo), сценарий к которому он также написал совместно с Альберто Кортесом. Фильм был показан на 24-м Международном кинофестивале в Гвадалахаре в начале 2009 года.

## Книги
- La hora y el resto
- De una vez
- El telar de los gallos
- Crónica de multitudes
- Aire libre
- La entrega
- Acteal: crimen de Estado
- Encuentros con mujeres demasiado guapas
- Ver de memoria
- Trópico de la libertad
- Memorial del astronauta

## Переводы на русский
- Мексиканское общество «ре-индеанизировалось» : Интервью Эрманна Беллингаузена для «Радио Нидерландов» // Скепсис